# Szary aseksualizm
Szary aseksualizm (ang. gray asexuality, grey asexuality, gray-sexuality) – określenie odnoszące się do spektrum pomiędzy alloseksualizmem, a aseksualizmem. Dotyczy to sytuacji, gdy pociąg seksualny pojawia się okazjonalnie.